# Cnodontes penningtoni
Cnodontes penningtoni är en fjärilsart som beskrevs av Bennett 1954. Cnodontes penningtoni ingår i släktet Cnodontes och familjen juvelvingar. Inga underarter finns listade i Catalogue of Life.